# Гартвілл (Огайо)
Гартвілл (англ. Hartville) — селище (англ. village) в США, в окрузі Старк штату Огайо. Населення — 3329 осіб (2020).

## Географія
Гартвілл розташований за координатами 40°57′44″ пн. ш. 81°20′1″ зх. д. / 40.96222° пн. ш. 81.33361° зх. д. (40.962290, -81.333745).  За даними Бюро перепису населення США в 2010 році селище мало площу 6,67 км², з яких 6,67 км² — суходіл та 0,00 км² — водойми.

## Демографія
Згідно з переписом 2010 року, у селищі мешкали 2944 особи в 1154 домогосподарствах у складі 806 родин. Густота населення становила 441 особа/км².  Було 1276 помешкань (191/км²).
Расовий склад населення:
| - 96,1 % — білих - 0,8 % — чорних або афроамериканців - 0,7 % — азіатів - 0,1 % — корінних американців |

До двох чи більше рас належало 1,9 %. Частка іспаномовних становила 1,0 % від усіх жителів.
За віковим діапазоном населення розподілялося таким чином: 26,8 % — особи молодші 18 років, 58,7 % — особи у віці 18—64 років, 14,5 % — особи у віці 65 років та старші. Медіана віку мешканця становила 38,0 року. На 100 осіб жіночої статі у селищі припадало 89,6 чоловіків;  на 100 жінок у віці від 18 років та старших — 87,0 чоловіків також старших 18 років.
Середній дохід на одне домашнє господарство  становив 77 401 долар США (медіана — 51 615), а середній дохід на одну сім'ю — 79 402 долари (медіана — 59 265). Медіана доходів становила 49 545 доларів для чоловіків та 32 218 доларів для жінок. За межею бідності перебувало 11,5 % осіб, у тому числі 19,0 % дітей у віці до 18 років та 6,2 % осіб у віці 65 років та старших.
Цивільне працевлаштоване населення становило 1441 осіб. Основні галузі зайнятості: виробництво — 24,8 %, роздрібна торгівля — 15,5 %, освіта, охорона здоров'я та соціальна допомога — 15,2 %.